# Qara Qarayev
Qara Elxan oğlu Qarayev (* 12. října 1992 Fuzuli) je ázerbájdžánský profesionální fotbalista, který hraje na pozici defensivního záložníka za ázerbájdžánský klub FK Karabach a za ázerbájdžánský národní tým.

Za rok 2014 se stal ázerbájdžánským fotbalistou roku.

## Reprezentační kariéra
Qarayev má za sebou starty za mládežnické výběry Ázerbájdžánu v kategoriích od 17 let.
V A-mužstvu Ázerbájdžánu debutoval 1. 2. 2013 v přátelském utkání v Dubaji (Spojené arabské emiráty) proti reprezentaci Uzbekistánu, které skončilo remízou 0:0.